# Archidiaceae
Ordre
Famille
Les Archidiaceae sont une famille de mousses, la seule de l'ordre des Archidiales.
Cette famille est monotypique, elle ne contient que le genre Archidium.

## Liste des genres
Selon ITIS :
- Archidium Brid.